# Die-cast (modelisme)

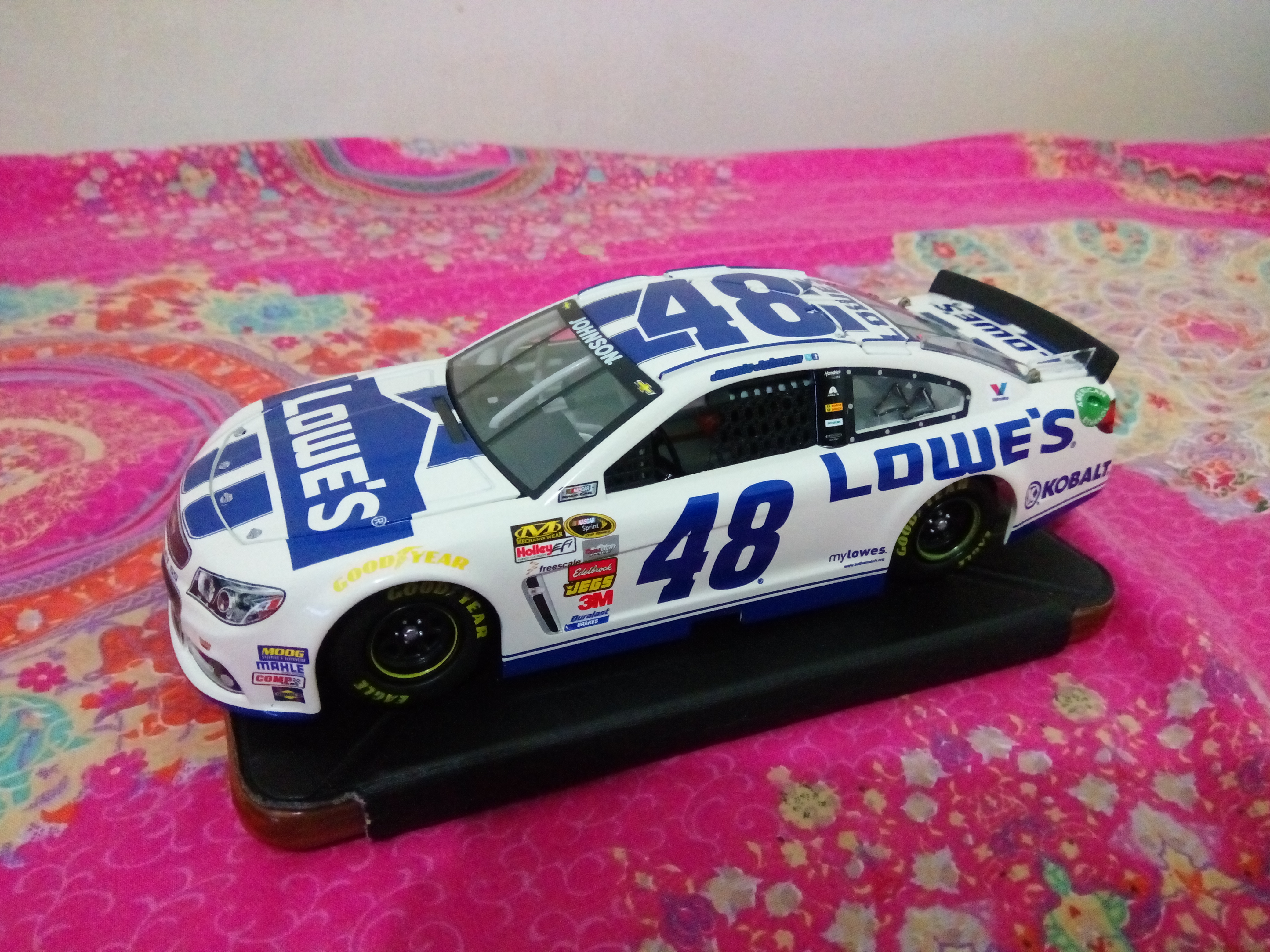
Buggy de fosa NASCAR.

Dins de l'automodelisme, Die-cast és el nom que s'atribueix popularment als models de cotxes en miniatura fabricats a les més variades escales de metall injectat. El nom es deriva del procés de producció d'emmotllament per injecció, també conegut com a fosa a pressió.
Les joguines en miniatura fetes de metall injectat fa anys que es troben a les col·leccions de grans marques com Greenlight, M2 Machines, Dinky, Matchbox, Corgi, Maisto, Hot Wheels, Welly, Johnny Lightning, Jada, Bburago, Saico, MotorMax, Norev, Rastar., Cararama, AutoArt, Minichamps, Kyosho, Siku, Majorette, Kinsmart i Tarmac Works, entre d'altres, que produeixen maquetes de cotxes, motocicletes, vehicles militars, avions, soldats a escala. Les mesures utilitzades en aquests models són força variades, però normalment alguns estàndards, com 1/18, 1/24, 1/43 i 1/64 són més habituals al mercat.

## Procés
En la fosa a pressió, un aliatge de metall fos s'injecta a alta temperatura en un motlle, s'elimina per obtenir el producte final després de la solidificació. Per les seves característiques, és un procés adequat per a la producció de grans quantitats de peces idèntiques, que requereixen un alt grau de precisió en detalls reduïts. El zinc és un dels materials més utilitzats en aquest procés, especialment en combinació amb alumini, magnesi, níquel o coure formant diferents aliatges coneguts com a Zamak (o Zamac).

## Altres usos
El procés de fosa a pressió també s'utilitza en la fabricació d'altres models de miniatures a part de vehicles, com ara personatges de còmics, pel·lícules, sèries, dibuixos animats. Algunes figuretes col·leccionables de gamma alta poden rebre aquest material en alguns objectes concrets, per exemple: espases, ganivets i altres objectes que simulen el metall. Iron Studios, DTC i Hot Toys són exemples d'empreses que utilitzen aquest procés de fabricació en algunes de les seves peces.